# БИЧ-21
БИЧ-21 (СГ-1) — лёгкий спортивный гоночный самолёт конструкции Бориса Черановского.

## История создания
В 1937 году ОСОАВИАХИМ объявил конкурс на создание гоночного самолёта. Для участия в этом конкурсе и был построен БИЧ-21 (другое название СГ-1 — скоростной гоночный). Самолёт был создан в соответствии с излюбленной компоновкой Черановского «Летающее крыло». БИЧ-21 представлял собой низкоплан с трапециевидным крылом. Центроплан был прямым, консоли имели стреловидность 25°, законцовки крыла очерчивались по пологой параболе. На виде спереди крыло представляло собой «обратную чайку». Каплевидный фонарь кабины лётчика плавно переходил в клинообразное вертикальное оперение. Самолёт получился очень маленьким и лёгким. Кроме того, из-за низкого расположения крыла под ним при взлёте и посадке образовывалась динамическая воздушная подушка. Поэтому посадочная скорость была очень низкой (80 км/ч), а разбег и пробег — очень короткими (110 и 100 м соответственно).
Работы над СГ-1 были прекращены после начала Великой Отечественной войны.

## Лётно-технические характеристики
- Размах крыла, м — 6,50;
- Длина самолета, м — 4,70;
- Площадь крыла, м² — 9,00;
- Масса, кг:
  - пустого самолёта — 526;
  - максимальная взлётная — 643;
- Двигатель — 1 × ПД МВ-6;
- Мощность, л. с. — 1 × 220;
- Максимальная скорость, км/ч:
  - у земли — 385;
  - на высоте — 417;
- Посадочная скорость — 80 км/ч;
- Практическая дальность, км — 400;
- Практический потолок, м — 9500;
- Экипаж, человек — 1.